# Johannes-Nepomuk-Statue (Perchtoldsdorf, Hochstraße 135)

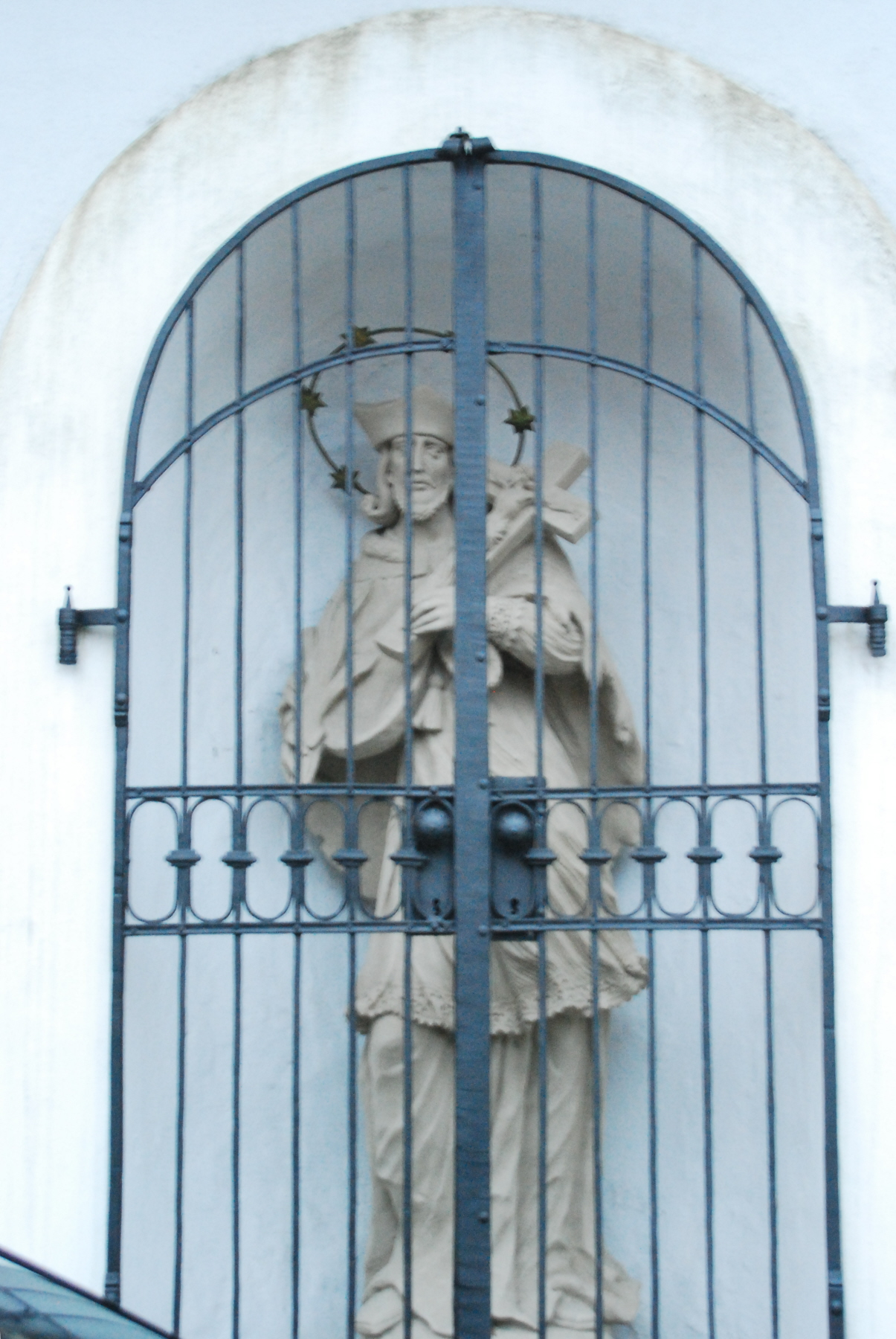
Johannes-Nepomuk-Statue in der Hochstraße 135 in Perchtoldsdorf

Die Johannes-Nepomuk-Statue in der Hochstraße 135 in Perchtoldsdorf in Niederösterreich ist eine Darstellung des Heiligen im Bezirk Mödling.

## Geschichte
Im Bereich der Kreuzung Hochstraße und Scholaustraße in Perchtoldsdorf ist durch eine von Jean Baptist Brequin zwischen 1754 und 1755 angefertigte Landkarte ein Bildstock nachweisbar, über dessen weiteres Schicksal nichts bekannt ist. Auf dessen Standplatz wurde 1883 eine Johannes-Nepomuk-Statue versetzt, die sich zuvor bei einer Brücke über die Dürre Liesing im Bereich der Hochstraße befand, wo sie vermutlich der Errichtung der Kaltenleutgebener Bahn im Weg war.
Der neue Standort erwies sich später als Verkehrshindernis für den zunehmenden Straßenverkehr. Im ersten Viertel des 20. Jahrhunderts wurde die Statue in eine eigens errichtete Mauernische übersiedelt.

## Beschreibung

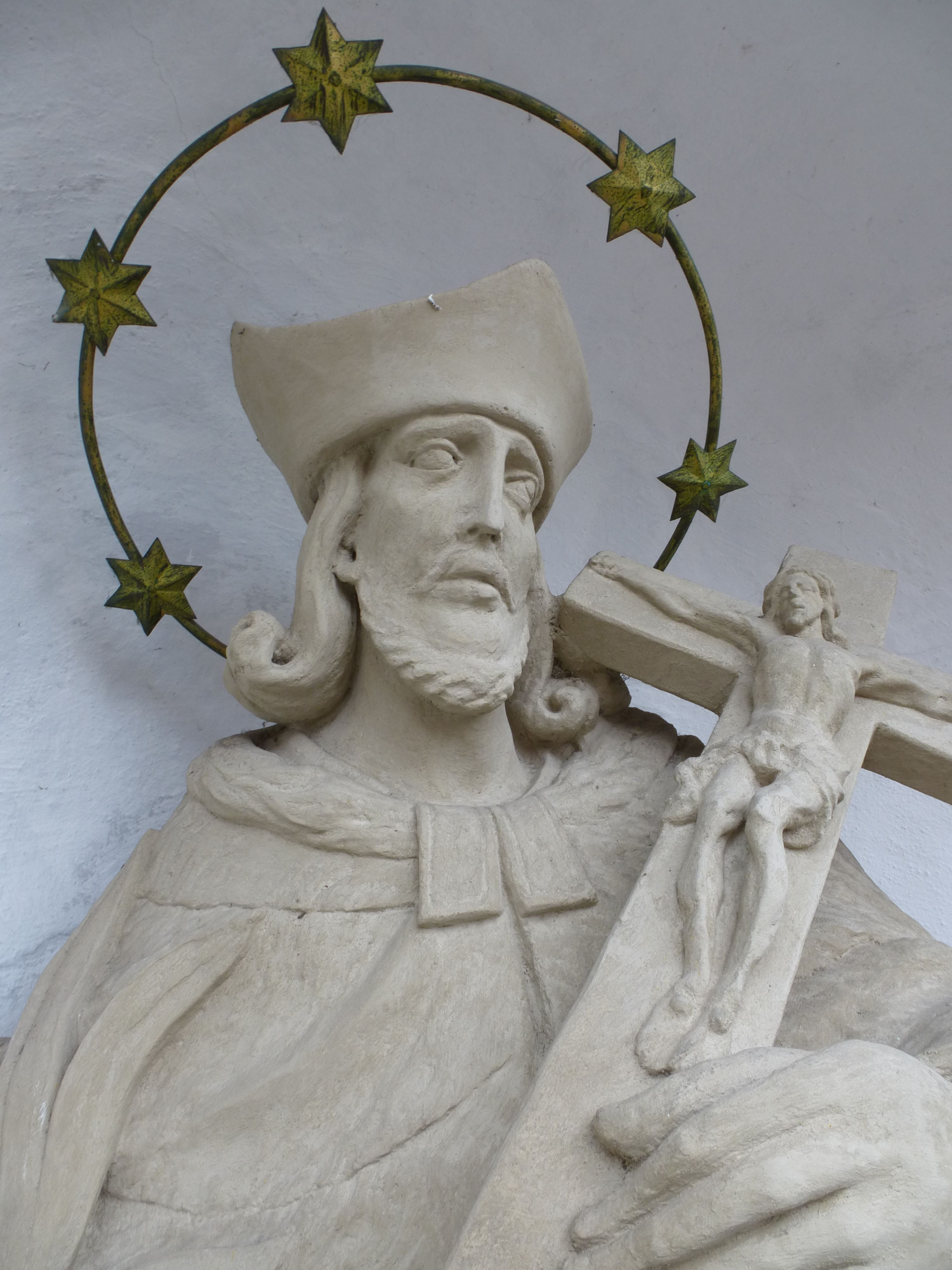
Detailansicht

Die hier zur Aufstellung gekommene Johannes-Nepomuk-Darstellung hält in der rechten Hand als Zeichen des Todes als Märtyrer einen Palmwedel in der Hand. Über seinem Kopf befindet sich der Heiligenschein mit den fünf Sternen.
Die Statue stammt vermutlich aus der Mitte des 18. Jahrhunderts.